# HC La Fraternelle Esch
HC La Fraternelle Esch is een voormalige handbalclub uit Luxemburgse Esch-sur-Alzette . In 2001 fuseerde HC La Fraternelle Esch met HB Eschois Fola en werd HB Esch genoemd. HC La Fraternelle Esch werd twee keer landstitels van Luxemburg.